# Танатар (Казахстан)
Таната́р (каз. Таңатар) — село у складі району Байдібека Туркестанської області Казахстану. Входить до складу Алгабаського сільського округу.
У радянські часи село називалось Минбулак.
Населення — 855 осіб (2021; 893 у 2009, 751 у 1999, 303 у 1989).